# Машинги, Тулинабо
Тулинабо́ Сала́ма Маши́нги (англ. Tulinabo Salama Mushingi; род. 4 августа 1956, Киншаса, Бельгийское Конго) — американский дипломат. Посол США в Буркина-Фасо с 2013 по 2016 год. Посол США в Сенегале и Гвинее-Бисау с 2017 по 2022 год. Офицер Национального ордена Буркина-Фасо.

## Биография

### Образование
Работал в Корпусе мира и служил в Папуа-Новой Гвинее, Демократической Республике Конго, Нигере и Центральноафриканской Республике. Окончил Говардский университет со степенью магистра. После защитил докторскую степень в Джорджтаунском университете, став доктором философии. Длительное время был приглашённым лектором в Дартмутском колледже и преподавал в Говардском университете, после чего был нанят в качестве инструктора в Институт зарубежной службы Государственного департамента США (FSI).

### На дипломатической службе
В начале дипломатической карьеры работал в дипломатических представительствах США в Малайзии, Мозамбике, Замбии, Марокко, а также в Бюро разведки и исследований, Бюро по делам международных организаций и Бюро людских ресурсов в Вашингтоне.
С 2003 по 2006 год занимал должность управляющего в поездках заместителя госсекретаря Ричарда Армитиджа. С 2006 по 2009 год служил советником посольства США в Танзании.
В 2009 году был назначен заместителем главы дипломатической миссии и исполнял обязанности временного поверенного в делах посольства США в Эфиопии. С 2011 по 2013 год работал в государственных офисах госсекретарей Хиллари Клинтон и Джона Керри. С 2013 по 2016 год был послом США в Буркина-Фасо.
В начале 2017 года президент Барак Обама назначил его на должность посла США в Сенегале и одновременно посла США в Гвинее-Бисау. Номинация была отозвана президентом Дональдом Трампом, который впоследствии назначил его на ту же должность. Кандидатура Машинги был утверждена в сенате США посредством голосования 18 мая 2017 года. 4 августа 2017 года он вручил верительные грамоты президенту Сенегала Маки Саллу.